# Bytyń (województwo lubelskie)
Bytyń – wieś w Polsce położona w województwie lubelskim, w powiecie włodawskim, w gminie Wola Uhruska. Leży przy drodze wojewódzkiej nr 816.
| SIMC    | Nazwa      | Rodzaj    |
| ------- | ---------- | --------- |
| 0993691 | Podmalenie | część wsi |

Buthin był wsią starostwa chełmskiego w 1570 roku. Niegdyś istniała gmina Bytyń, obejmująca 13 miejscowości, wśród nich Wolę Uhruską (jako Uhruska-Wola), w latach 1954-1961 wieś należała i była siedzibą gromady Bytyń, po jej zniesieniu w gromadzie Kaźmierz. W 1827 wieś liczyła 30 domostw ze 171 mieszkańcami. Pod koniec XIX wieku zaludnienie wzrosło do 342 mieszkańców (przy 33 domostwach). W latach 1975–1998 miejscowość administracyjnie należała do województwa chełmskiego.
Wieś jest sołectwem w gminie Wola Uhruska. Według Narodowego Spisu Powszechnego z roku 2011 wieś liczyła 363 mieszkańców.
Wieś wraz z sąsiednią Wolą Uhruską tworzy jeden obszar zabudowany. We wsi znajduje się sklep i osiedle domków letniskowych na piaszczystym wzgórzu nad Bugiem.
Wierni Kościoła rzymskokatolickiego należą do parafii Ducha Świętego w Woli Uhruskiej.